# Manolo Gabbiadini
Manolo Gabbiadini, född 26 november 1991 i Calcinate, Italien, är en italiensk fotbollsspelare (anfallare) för Serie A-klubben Sampdoria. Han spelar även för Italiens landslag.